# Félix Braz
Félix Braz (ur. 16 marca 1966 w Differdange) – luksemburski polityk portugalskiego pochodzenia, parlamentarzysta, w latach 2013–2019 minister sprawiedliwości Luksemburga, od 2018 do 2019 wicepremier.

## Życiorys
Z wykształcenia prawnik, studiował na Université Panthéon-Sorbonne. W 1990 był wydawcą i prezenterem prowadzonej w języku portugalskim audycji informacyjnej w RTL Radio Lëtzebuerg.
W 1991 zaangażował się w działalność polityczną w ramach Zielonych. Został wówczas sekretarzem frakcji parlamentarnej tej partii, funkcję tę pełnił do 2001. Od 1995 do 2000 zasiadał w radzie miejskiej w Esch-sur-Alzette, a od 2000 do 2011 wchodził w skład zarządu tej miejscowości. W 2004 po raz pierwszy uzyskał mandat posła do Izby Deputowanych, z powodzeniem ubiegał się o reelekcję w wyborach w 2009, 2013 i 2018. Reprezentował luksemburski parlament m.in. w Zgromadzeniu Parlamentarnym Rady Europy.
4 grudnia 2013 objął urząd ministra sprawiedliwości w rządzie premiera Xaviera Bettela i wicepremiera Etienne’a Schneidera. Zastąpił na tym stanowisku Octavie Modert. 5 grudnia 2018 w nowym gabinecie pozostał na urzędzie ministra sprawiedliwości, otrzymując dodatkowo stanowisko wicepremiera.
22 sierpnia 2019 Félix Braz podczas wizyty w Belgii doznał ataku serca, po którym był utrzymywany w śpiączce. 6 września pełniącą obowiązki ministra sprawiedliwości została Sam Tanson. 11 października polityk z powodów zdrowotnych zakończył pełnienie również funkcji wicepremiera